# Sinfonia Manfredo (Tchaikovski)
A Sinfonia Manfredo (Манфред, em russo) em Si menor, op. 58, foi escrita pelo compositor Piotr Ilitch Tchaikovski entre maio e setembro de 1885, baseada no poema dramático Manfredo de Lorde Byron.
Teve sua estréia em Moscou, Rússia, dia 23 de março de 1886, regida por Max Erdmannsdörfer. A Sinfonia Manfredo foi dedicada a Mily Balakirev.
Tchaikovski também escreveu um arranjo para dueto de pianos com Aleksandra Hubert entre julho e novembro de 1885.

## Movimentos
1. Lento legubre
2. Vivace con spirito
3. Andante con moto
4. Allegro con fuoco

## Instrumentação

### Madeiras
- 1 piccolo
- 3 flautas
- 2 oboés
- 1 corne inglês
- 2 clarinetes (em Lá)
- 1 clarinete baixo (em Si bemol)
- 3 fagotes

### Metais
- 4 trompas (em Fá)
- 2 trompetes (em Ré)
- 3 trombones
- 1 tuba

### Percussão
- Tímpano
- Triângulo
- Sino
- Pandeiro
- Pratos
- Bumbo
- Tantã

### Cordas
- Violinos I
- Violinos II
- Violas
- Violoncelos
- Contrabaixos
- 2 harpas

## Duração
A Sinfonia Manfredo dura aproximadamente 58 minutos.